# Polyrhachis hostilis
Polyrhachis hostilis é uma espécie de formiga do gênero Polyrhachis, pertencente à subfamília Formicinae.